# General Câmara
General Câmara est une ville brésilienne de la mésorégion métropolitaine de Porto Alegre, capitale de l'État du Rio Grande do Sul, faisant partie de la microrégion de São Jerônimo et située à 75 km au nord-ouest de Porto Alegre. Elle se situe à une latitude de 29° 54′ 20″ sud et à une longitude de 51° 45′ 38″ ouest, à 160 m d'altitude. Sa population était estimée à 8 782 en 2007, pour une superficie de 494 km2. L'accès s'y fait par les BR-470, RS-130, RS-244 et RS-401.
La commune porte ce nom en hommage au General José Antonio Corrêa Câmara, natif de l'État et qui donna les terres qui seraient à l'origine du territoire de l'actuelle municipalité.
Le peuplement du lieu fut le fait de familles açoriennes installées à la fin du XVIIe siècle dans l'actuelle Vila Santo Amaro. Elles se dédièrent à l'agriculture et l'élevage, qui persistent encore aujourd'hui.
La ville est établie le long du rio Jacuí.

## Villes voisines
- Venâncio Aires
- Taquari
- Triunfo
- São Jerônimo
- Butiá
- Vale Verde